# Henk van Twillert
Hendrik (Henk) van Twillert (Spakenburg, 1959) is een Nederlandse baritonsaxofonist.
Hij is een broer van organist Willem van Twillert. 

## Loopbaan
Van Twillert begon met saxofoon spelen in zijn veertiende jaar. Na zijn middelbare school ging hij studeren aan het Amsterdams Conservatorium bij hoofdvakdocent Ed Boogaard. In 1979 richtte hij tijdens zijn studie met drie collega's het Amsterdam Saxophone Quartet op.
Van Twillert was hoofdvakdocent aan de Enschedese vestiging van het ArtEZ Conservatorium, aan het Hilversums Conservatorium en later aan het Conservatorium van Amsterdam. In Portugal, waar hij in Porto werkt als hoofdvakdocent aan de ESMAE, is hij sinds 1989 bezig saxofoonopleidingen van de grond te krijgen. Hij initieerde in dat land vele concerten, masterclasses en culturele uitwisselingen. Samen met de Portugese saxofonist Fernando Valente richtte Van Twillert de Portuguese School of Classic Saxophone op, waaruit later het Portugese Saxofoon Orkest voortkwam.
Sinds 1986 werkt Van Twillert samen met pianist Tjako van Schie, zowel docerend als uitvoerend. In september 2012 traden zij samen met Jette van der Meij op in Rotterdam.
Van Twillert is tevens leider van het internationaal saxofoonensemble Vento do Norte en speelde op podia over de hele wereld. Ook treedt hij regelmatig op als solist in het Amsterdamse Concertgebouw.
In 2013 behaalde Henk van Twillert zijn PhD aan de Universiteit van Aveiro met het proefschrift Bach's cello suites - Transcription and interpretation for baritone saxophone.

## Discografie
- Johann Sebastian Bach - Suites voor Cello Solo BWV 1007-1012
- On Classical Tour with the Baritone Sax - Henk van Twillert & pianist Gian Maria Bonino Tango spelen muziek van Schumann en Debussy
- Tango - Henk van Twillert & Sonja van Beek and the Salzburg Chamber Soloists Quintet
- Homage to Heitor Villa-Lobos - Henk van Twillert & the Amsterdam Soloist Quintet
- Duke Ellington 'revisited' - Henk van Twillert & the Amsterdam Saxophone Quartet & Han Bennink
- Confesso - Henk van Twillert & Inese Galante
- Fado Saudades - Henk van Twillert & Carlos do Carmo & Amsterdam Soloist Quintet
- Encontros - The Amsterdam Saxophone Quartet & Fernando Valente
- The Amsterdam Saxophone Quartet - Frank Zappa Suite, Duke Ellington Suite, Portorican Suite, Süd American Suite
- West Side Story - The Amsterdam Saxophone Quartet & Jaap van Zweden
- Rhapsody in Blue, George Gershwin - The Amsterdam Saxophone Quartet & Daniël Wayenberg
- The Amsterdam Saxophone Quartet 2 - Meijering, Dikker, Heppener, Du Bois, Van Dijk, Ketting
- The Amsterdam Saxophone Quartet 3 - Pierre Vellones, Alexandre Glazounow, Alfred Desenclos
- Great Americans - samen met violiste Emmy Verhey 2005
- Porgy & Bess - samen met Inese Galante 2007
- A bag of music - 3-cd-box - samen met pianist Tjako van Schie (2011)